# Goianésia do Pará
Goianésia do Pará este un oraș în Pará (PA), Brazilia.